# Nigidius sticheri
Nigidius sticheri là một loài bọ cánh cứng trong họ Lucanidae. Loài này được Okuda mô tả khoa học năm 2001.